# Jeannot Gilbert
Jeannot Elmourt Gilbert (Grande-Baie, 29 dicembre 1940) è un ex hockeista su ghiaccio canadese.
Nel corso della propria carriera giocò in National Hockey League e nella World Hockey Association, ma soprattutto in American Hockey League con gli Hershey Bears.

## Carriera
Gilbert giocò per due stagioni a livello giovanile nella Ontario Hockey Association con due formazioni affiliate ai Boston Bruins, franchigia della National Hockey League. Nel 1961 iniziò la sua carriera da professionista proprio con l'organizzazione dei Bruins presso le leghe minori come la Eastern Hockey League e la Eastern Professional Hockey League.
Nella stagione 1963-1964 fu eletto MVP della Central Hockey League grazie ai 100 punti in 72 partite di stagione regolare con il farm team dei Minneapolis Bruins. L'anno successivo Gilbert giocò invece in American Hockey League con i Providence Reds. In totale Gilbert giocò solo nove partite in NHL con i Bruins ottenendo un assist.
Nel 1965 cambiò squadra rimanendo però in AHL con gli Hershey Bears, la nuova formazione affiliata ai Bruins; Gilbert vi sarebbe rimasto per le otto stagioni successive divenendone uno dei giocatori più prolifici di sempre. Nel 1967 il suo contratto scadde e in occasione dell'NHL Expansion Draft Gilbert venne selezionato dai Pittsburgh Penguins, una delle sei nuove franchigie della National Hockey League. Tuttavia prima dell'inizio della stagione 1967-1968 fece subito ritorno a Hershey in seguito a uno scambio di giocatori.
Nella stagione 1968-1969 i Bears conquistarono la Calder Cup, mentre Gilbert vinse il John B. Sollenberger Trophy come miglior cannoniere della lega con 100 punti in 71 partite disputate. Rimase con i Bears fino al termine della stagione 1972-1973, dopo quasi 600 partite e 639 punti ottenuti, quarto miglior risultato nella storia della franchigia. Concluse la propria carriera nella World Hockey Association con la maglia dei Quebec Nordiques.

## Palmarès

### Club
- Calder Cup: 1

Hershey: 1968-1969

### Individuale
- CPHL Most Valuable Player Award: 1

1963-1964
- John B. Sollenberger Trophy: 1

1968-1969 (100 punti)
- AHL First All-Star Team: 1

1968-1969
- EHL Rookie of the Year: 1

1961-1962